# 荒崎村
荒崎村（あらさきむら）は、かつて岐阜県不破郡に存在した村である。
現在の大垣市の西部、及び垂井町東部に該当し、大谷川（揖斐川支流）西岸の地域である。
村名は、かつてこの地域に存在した荘園の名、荒崎荘に由来する。
美濃路や旧国道21号（通称・岐垣国道。現岐阜県道31号岐阜垂井線）が通過する交通の要所である。
かつて大垣藩が大垣城城下町を水害から守るために、大谷川の右岸のこの地域に堤防を造ること禁止していたという。戦後になり堤防が築かれたが、対岸の輪中堤より1m低いものであり、さらに洗堰も設置された。現在もこの地域は遊水池状態であり、集中豪雨による水害で問題になっている。

## 沿革
- 江戸時代、一帯は大垣藩領、尾張藩領であった。
- 1897年（明治30年）4月1日 - 綾戸村、長松村、十六村、島村が合併し発足。
- 1954年（昭和29年） - 分割合併により廃止。
  - 9月10日 - 旧・綾戸村が垂井町、岩手村、府中村、宮代村、表佐村と合併し、改めて垂井町となる。
  - 10月1日 - 残部（旧・長松村、十六村、島村）が大垣市に編入される。

## 学校
- 荒崎村立荒崎小学校（現・大垣市立荒崎小学校）

## その他
- 荒崎村のうち、旧綾戸村は垂井町との結びつきが強かったこと、大日本紡績垂井工場の敷地の一部があることがあり、住民の要望で垂井町との合併となったという。